# Antonello Cuccureddu
Antonello Cuccureddu (* 4. Oktober 1949 in Alghero, Italien) ist ein ehemaliger italienischer Fußballspieler und heutiger Fußballtrainer.

## Karriere
Der sardische Innenverteidiger Antonello Cuccureddu begann seine Karriere Mitte der 1960er Jahre bei Cagliari Calcio an der Seite des legendären Stürmers Luigi Riva. Über Brescia Calcio kam er 1969 schließlich zu Juventus Turin, wo er in den 1970er Jahren zu den besten Vorstoppern der Serie A avancierte und italienischer Nationalspieler wurde. Zwischen 1975 und 1978 absolvierte Cuccureddu 13 Länderspiele für die Squadra Azzurra. Sein einziges großes Turnier spielte er bei der Fußball-Weltmeisterschaft 1978 in Argentinien, wo er zunächst nur als Einwechselspieler für Mauro Bellugi eingesetzt wurde. Im letzten Spiel der zweiten Finalrunde war er von Beginn an dabei und spielte auch das Spiel um den dritten Platz gegen Brasilien, das seine Mannschaft mit 1:2 verlor. Seine Karriere beendete er 1982 beim AC Florenz, nachdem er zuvor in zwölf Jahren sechs Meistertitel mit Juventus Turin gesammelt hatte.
Zur Saison 1994/95 wurde Cuccureddu Trainer der Primavera-Mannschaft bei Juve. In der Saison 1997/98 arbeitete er als Trainer beim Drittligisten Acireale Calcio. Weitere Engagements beim FC Crotone, al-Ittihad und US Avellino folgten. Bei Avellino wurde Cuccureddu kurz vor Saisonende entlassen und im Anschluss nahm er ein Jobangebot bei der Sassari Torres an. Auch dort hielt er sich allerdings nur eine Saison und auch bei seinen späteren Engagements beim US Grosseto und dem AC Perugia war ihm wenig Erfolg beschieden.
Ab 24. März 2009 arbeitete Antonello Cuccureddu als Trainer bei Delfino Pescara 1936 in der Lega Pro Prima Divisione, wurde dort jedoch am 12. Januar 2010 aufgrund der zwei Tage zuvor erlittenen Heimniederlage gegen die SS Cavese entlassen. Sein Nachfolger wurde der ehemalige italienische Nationalspieler Eusebio Di Francesco.

## Erfolge
- Italienische Meisterschaft: 1971/72, 1974/75, 1976/77, 1977/78, 1980/81
- Coppa Italia: 1978/79
- UEFA-Pokal: 1976/77